# 추승욱
추승욱(1978년 9월 14일 ~ )은 대한민국의 배우이다.

## 학력
- 한국외국어대학교 학사

## 출연작

### 드라마 & 시트콤
- 《미스터 션샤인》 (2018년, tvN)
- 《신의 퀴즈 2》 (2011년, OCN) - 박도준 역
- 《KBS 드라마 스페셜 연작 시리즈 - 사백년의 꿈》 (2011년, KBS2) - 선배 역
- 《신의 퀴즈》 (2010년, OCN) - 박도준 역
- 《세남자 2009》 (2009년, tvN)

### 영화
- 《소수의견》 (2015년) - 수사관 역
- 《붉은 가족》 (2013년) - 그림자 1 역
- 《광해, 왕이 된 남자》 (2012년) - 유생 1 역
- 《황해》 (2010년) - 태원 운전수 역
- 《환 - 내 안에 두 번째 그림자》 (2008년) - 지성일 역
- 《플라이 하이》 (2006년) - 사스케 역

### 연극
- 《환희야》

## 수상
- 2010년 제18회 대한민국 문화연예대상 배우부문 남자신인상